# Американо-болгарские отношения
Американо-болгарские отношения — двусторонние дипломатические отношения между США и Болгарией.

## История
12 января 1912 года Соединённые Штаты открыли консульское агентство в Софии. Первый американский консульский агент в Софии был гражданином Болгарии, Асен Кермекчиев (позднее сменил имя на Эйс Кермек), бизнесмен, врач и журналист. Кермекчиев работал на правительство Соединённых Штатов даже во время службы в качестве полевого врача болгарской армии в Первой Балканской войне. Асен Кермекчиев получил высокую оценку со стороны американского правительства за защиту американцев и их имущества во время войны. Он также основал первую Американскую торговую палату в Софии.
Хотя США и Болгария находились в противоборствующих союзах в Первой мировой войне, США так и не объявили войну Болгарии, и они поддерживали дипломатические отношения во время конфликта. Болгарские лидеры надеялись, поддерживая отношения с США и апеллируя к принципам Вильсона, защититься от последствий возможного поражения, в то же время американские политики рассматривали Болгарию как самое слабое звено из союзников Германии, поражению которой приблизит победу.
Болгария была в союзе с Германией во время Второй мировой войны, однако в конце войны попала под влияние Советского Союза. В 1990-х годах Болгария отказалась от политики строительства коммунизма, США стали оказывать помощь болгарам в развитии многопартийной демократии и рыночной экономики. Болгария является надёжным союзником и имеет стратегическое значение для Соединённых Штатов. Соглашение по обороне между США и Болгарией даёт возможность Вооружённым силам Соединённых Штатов использовать в своих целях несколько болгарских военных объектов. Это соглашение облегчает совместную военную подготовку для болгарских, румынских и американских военнослужащих. Болгария входит в НАТО и участвовала в ряде коалиционных операций, в том числе в Ливии, Ираке, Афганистане, Косово и Боснии.

## Дипломатические представительства
- США имеют посольство в Софии[2]. Чрезвычайный и полномочный посол США в Болгарии — Херо Мустафа[болг.].
- Болгария имеет посольство в Вашингтоне[3] а также генеральные консульства в Чикаго[4], Лос-Анджелесе[5] и Нью-Йорке[6]. Чрезвычайный и полномочный посол Болгарии в США — Тихомир Ангелов Стойчев[болг.].

## Торговля
Болгария является членом Европейского союза. Американские компании принимают участие в развитии болгарской промышленности. Соединённые Штаты и Болгария заключили договор об отмене двойного налогообложения. Граждане США, прибывающие в Болгарию по американскому паспорту с целью ведения бизнеса или с целью туризма, могут въезжать и пребывать в Болгарии без визы до 90 дней (в 6-месячный период).